# Exapion uliciperda
Exapion uliciperda é uma espécie de insetos coleópteros polífagos pertencente à família Apionidae.
A autoridade científica da espécie é Pandelle, tendo sido descrita no ano de 1867.
Trata-se de uma espécie presente no território português.